# Петті-офіцер III класу

Нашивка петті-офіцера III класу військово-морських сил США та Берегової охорони

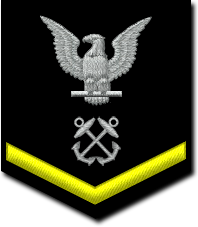
Нашивка петті-офіцера III класу ВМС США з золотим шевроном за бездоганну 12-річну службу на флоті

Пе́тті-офіце́р III класу (англ. Petty Officer Third Class) (PO3) — військове звання петті-офіцерів зі складу військово-морських сил США та Берегової охорони Збройних сил країни. Військове звання петті-офіцера III класу також існує у Кадетському корпусі ВМС США.
У Військово-морських силах США це звання відноситься до четвертого ступеня військової ієрархії (E-4). Нижче за військове звання петті-офіцер ІІ класу та вище за звання матрос.
У Збройних силах США це звання дорівнює званням: спеціаліст або капрал — в армії США, старший рядовий авіації — у ВПС країни, капрал — у Корпусі морської піхоти США.

## Петті-офіцер III класу
У Військово-морських силах США, кожен петті-офіцер, у залежності до фаху або спеціалізації на бойовому кораблі тощо має відповідно офіційне скорочення до свого звання, наприклад, «AB» для боцманів-контролерів палубної авіації, «EA» для фахівців інженерної допомоги, «HM» для медичного персоналу флоту або «IS» для петті-офіцерів розвідувальної служби флоту. У поєднанні зі званням петті-офіцера, це скорочення дає уявлення про повне звання військовослужбовця, як то «LS3» — технік логістики флоту третього класу.
Просування по службі військового ВМС або Берегової охорони здійснюється на загальних правилах, які однакові для петті-офіцерів першого і другого класів.
Сучасними керівництвами максимальний термін перебування на посаді петті-офіцера III класу у військово-морських силах визначений 8 років (сумарна вислуга років). Якщо петті-офіцер III класу не отримав просування по службі на вищу посаду петті-офіцера II класу, він звільняється з активної служби у ВМС Сполучених Штатів, або переводиться до Резерву ВМС.

## Знаки розрізнення
Знаком розрізнення для петті-офіцера третього класу є нарукавна нашивка з орлом, який розміщений вище емблеми фахівця та однієї стрічки-шеврону. На білих мундирах, орел, емблеми фахівця флоту і шеврон темно-синього кольору. На темно-синій (чорній) формі, орел і емблеми фахівця флоту білі, і шеврон червоного кольору. Якщо петті-офіцер прослужив у військово-морському флоті 12 років й більше й має відмінну поведінку, то на нарукавній нашивці він носить золотий шеврон. Берегова охорона не використовує золоті шеврони.
На робочій формі одягу, а також на камуфльованій формі ВМС, відсутні емблеми фахівця флоту та знаки розрізнення приглушених тонів без кольорових відтинків.